# Sweetgreen
Sweetgreen (rechtlich Sweetgreen, Inc., stilisiert als sweetgreen) ist eine US-amerikanische Fast-Casual-Restaurantkette, die Salate, Getränke und Snacks serviert. Sie wurde von drei Studenten der Georgetown University gegründet und eröffnete ihre erste Filiale im August 2007 in Washington, D.C. Der Hauptsitz des Unternehmens wurde schließlich 2016 von Washington nach Los Angeles verlegt. Im September 2023 hatte das Unternehmen 221 Filialen in 18 US-Bundesstaaten und dem District of Columbia in Betrieb.

## Geschichte

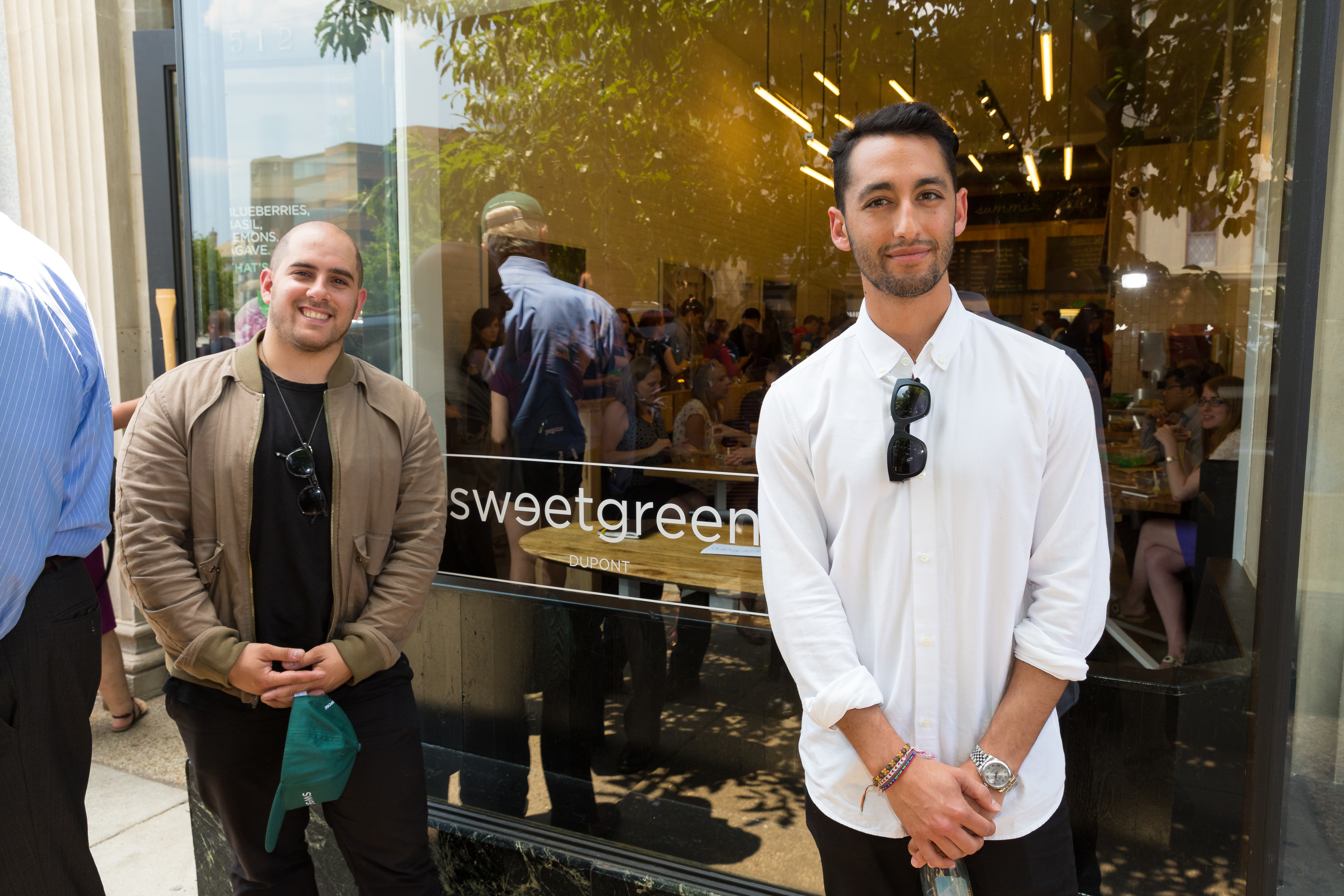
Die Gründer Nicolas Jammet und Jonathan Neman vor einem Restaurant (2014)

Sweetgreen wurde 2006 von Nicolas Jammet, Nathaniel Ru und Jonathan Neman gegründet, die damals alle an der Georgetown University studierten. Das Trio war nämlich von dem Essen auf dem Campus enttäuscht. Mit einem Startkapital von 300.000 US-Dollar von 50 Investoren (hauptsächlich Familienmitglieder und Freunde der Gründer) eröffneten sie nach Abschluss ihres Studiums ihre erste Salatbar in der Nähe des Campus in Washington. 2013 waren 20 Filialen eröffnet, davon die erste in New York City. Im Jahr 2014 erhielt das Unternehmen eine Investition von 18,5 Millionen Dollar von dem Wagniskapitalgeber Revolution Growth. Im Jahr 2015 wurden unter der Führung von T. Rowe Price weitere 35 Mio. Dollar mit Beiträgen des bestehenden Investors Revolution Growth eingesammelt.
Im Jahr 2018 nahm das Unternehmen eine von Fidelity geführte Serie-H-Runde in Höhe von 200 Millionen US-Dollar auf, die das Unternehmen auf mehr als eine Milliarde US-Dollar bewertete, wodurch sich die Gesamtfinanzierung durch Investoren auf 365 Millionen US-Dollar erhöhte. Mit der Finanzierungsrunde stieg Sweetgreen in die Riege der Einhörner auf. Im Herbst 2019 nahm Sweetgreen eine weitere 150-Millionen-Dollar-Runde der Serie I unter der Leitung von Lone Pine Capital und D1 Capital Partners auf, wodurch sich die Gesamtbewertung des Unternehmens auf 1,6 Milliarden US-Dollar erhöhte. Der Börsengang erfolgte schließlich im November 2021 an dem New York Stock Exchange. Die Marktkapitalisierung stieg am ersten Handelstag auf 5,5 Milliarden US-Dollar.
Im August 2021 gab Sweetgreen seine Pläne zur Übernahme des Start-ups Spyce von vier Absolventen des Massachusetts Institute of Technology bekannt, einem in Boston ansässigen Restaurant, das Serviceroboter zur Zubereitung von Mahlzeiten einsetzt. Die Restaurants wurden geschlossen und die Technologie von Sweetgreen akquiriert. Im Mai 2023 eröffnete Sweetgreen seinen ersten robotergesteuerten Infinite Kitchen-Standort in Naperville, Illinois, wo mit einem halbautomatisierten System zur Zubereitung der Salate gearbeitet wird. Im Mai 2024 verkündete Sweetgreen das seine automatisierten Küchen über eine signifikant höhere Profitabilität verfügen würden.

## Angebot
Sweetgreen wurde als "Starbucks für Salat" bezeichnet und wirbt damit, frische und gesunde Produkte anzubieten. Sweetgreen bietet eine Vielzahl von Salaten und warmen Schüsseln an. Das saisonale Menü wechselt mehrmals im Jahr, je nach Verfügbarkeit der Produkte und dem Standort. Sweetgreen hat sich mit lokalen Köchen und Restaurants zusammengetan, um zeitlich begrenzte Menüs anzubieten, häufig bei der Eröffnung von Filialen in einer neuen Stadt.
2015 brachte Sweetgreen eine eigene mobile App heraus. 2019 wurde knapp die Hälfte aller Bestellungen online abgegeben. Im Januar 2020 startete Sweetgreen seinen eigenen Lieferservice innerhalb seiner App.

## Sponsoring
Zwischen 2011 und 2016 veranstaltete Sweetgreen ein jährliches Musik- und Essensfestival mit dem Namen Sweetlife Festival im Merriweather Post Pavilion in Columbia, Maryland. Bei diesem traten bekannte Künstler wie Avicii, Kendrick Lamar, Lana Del Rey, Calvin Harris und Halsey auf. Als Ersatz für Sweetlife sponsort Sweetgreen kleinere Konzerte.
Im Mai 2021 kündigte Sweetgreen seine erste Sportbotschafterin an, die Tennisspielerin Naomi Osaka.